# Саша Лукич
Саша Лукич (серб. Saša Lukić / Саша Лукић, нар. 13 серпня 1996, Шабаць) — сербський футболіст, півзахисник клубу «Фулгем» та національної збірної Сербії.

## Клубна кар'єра
Народився 13 серпня 1996 року в місті Шабаць. Розпочав займатись футболом у клубі «Савачіум» з рідного міста, а у серпні 2009 року потрапив в академію столичного «Партизана». Він підписав свій перший професійний контракт з клубом у серпні 2013 року, коли йому виповнився 17 років, підписавши трирічну угоду .
2013 році для отримання ігрової практики Саша на правах оренди перейшов у «Телеоптик». Він грав регулярно за команду у сезоні 2013/14, зігравши у 23 матчах другого за рівнем дивізіону Сербії і забивши 3 голи, але клуб не зумів уникнути вильоту і наступні пів року Лукич провів з клубом у Сербській лізі Белград, після чого повернувся у «Партизан».
16 травня 2015 року в матчі проти «Нови Пазара» (1:1) він Лукич дебютував у Суперлізі Сербії. У своєму дебютному сезоні Лукич виграв з белградцями чемпіонат, а у наступному сезоні Кубок Сербії, при цьому у кількох матчах сезону був капітаном команди.
29 липня 2016 року Лукич перейшов у італійський «Торіно». Сума трансферу склала 2 млн євро. 17 жовтня у матчі проти «Палермо» він дебютував у італійській Серії A, замінивши Мірко Вальдіфьйорі.
15 серпня 2017 року, так і не ставши основним гравцем туринского клубу, Лукич на правах оренди перейшов до іспанського «Леванте». 15 грудня в матчі проти «Севільї» він дебютував у Ла Лізі і загалом до кінця сезону зіграв у 16 іграх чемпіонату і двох матчах Кубка, після чого повернувся в «Торіно». У сезоні 2018/19 відіграв за туринську команду у 24 матчах Серії A. Загалом за п'ять з половиною сезонів у її складі відіграв у 168 матчах усіх турнірів.
31 січня 2023 року за орієнтовні 10 мільйонів євро перебрався до англійського «Фулгема».

## Виступи за збірні
2012 року дебютував у складі юнацької збірної Сербії, взяв участь у 7 іграх на юнацькому рівні, відзначившись одним забитим голом.
З 2015 року залучався до складу молодіжної збірної Сербії, у складі якої був учасником молодіжного чемпіонату Європи 2017 року. Всього на молодіжному рівні зіграв у 21 офіційному матчі, забив 3 голи.
7 вересня 2018 року дебютував в офіційних іграх у складі національної збірної Сербії в матчі Ліги націй УЄФА 2018/19 (Ліга C) проти Литви (1:0). Відтоді став стабільно отримувати виклики до національної команди.
| Дата       | Місто             | Господарі  | Результат               | Гості       | Турнір                               | Голи | Примітки |
| ---------- | ----------------- | ---------- | ----------------------- | ----------- | ------------------------------------ | ---- | -------- |
| 7-9-2018   | Вільнюс           | Литва      | 0 – 1                   | Сербія      | Ліга націй УЄФА 2018-2019 - 1-й етап | -    | 82'      |
| 10-9-2018  | Белград           | Сербія     | 2 – 2                   | Румунія     | Ліга націй УЄФА 2018-2019 - 1-й етап | -    | 71'      |
| 11-10-2018 | Подгориця         | Чорногорія | 0 – 2                   | Сербія      | Ліга націй УЄФА 2018-2019 - 1-й етап | -    | 31' 72'  |
| 14-10-2018 | Бухарест          | Румунія    | 0 – 0                   | Сербія      | Ліга націй УЄФА 2018-2019 - 1-й етап | -    |          |
| 17-11-2018 | Белград           | Сербія     | 2 – 1                   | Чорногорія  | Ліга націй УЄФА 2018-2019 - 1-й етап | -    | 71'      |
| 20-11-2018 | Белград           | Сербія     | 4 – 1                   | Литва       | Ліга націй УЄФА 2018-2019 - 1-й етап | -    | 77'      |
| 20-3-2019  | Вольфсбург        | Німеччина  | 1 – 1                   | Сербія      | товариський матч                     | -    | 62'      |
| 10-6-2019  | Белград           | Сербія     | 4 – 1                   | Литва       | Відбір до ЧЄ 2020                    | -    |          |
| 10-9-2019  | Люксембург        | Люксембург | 1 – 3                   | Сербія      | Відбір до ЧЄ 2020                    | -    | 61'      |
| 10-10-2019 | Крушеваць         | Сербія     | 1 – 0                   | Парагвай    | товариський матч                     | -    | 46'      |
| 14-10-2019 | Вільнюс           | Литва      | 1 – 2                   | Сербія      | Відбір до ЧЄ 2020                    | -    | 72'      |
| 14-11-2019 | Белград           | Сербія     | 3 – 2                   | Люксембург  | Відбір до ЧЄ 2020                    | -    | 90+1'    |
| 8-10-2020  | Осло              | Норвегія   | 1 – 2 д.ч.              | Сербія      | Відбір до ЧЄ 2020                    | -    | 119'     |
| 11-10-2020 | Белград           | Сербія     | 0 – 1                   | Угорщина    | Ліга націй УЄФА 2020-2021 - 1-й етап | -    | 46' 81'  |
| 14-10-2020 | Стамбул           | Туреччина  | 2 – 2                   | Сербія      | Ліга націй УЄФА 2020-2021 - 1-й етап | -    |          |
| 12-11-2020 | Белград           | Сербія     | 1 – 1 д.ч. (4 – 5 п.п.) | Шотландія   | Відбір до ЧЄ 2020                    | -    |          |
| 15-11-2020 | Будапешт          | Угорщина   | 1 – 1                   | Сербія      | Ліга націй УЄФА 2020-2021 - 1-й етап | -    | 46'      |
| 24-3-2021  | Белград           | Сербія     | 3 – 2                   | Ірландія    | Відбір до ЧС 2022                    | -    |          |
| 1-9-2021   | Дебрецен          | Катар      | 0 – 4                   | Сербія      | товариський матч                     | -    | 56'      |
| 4-9-2021   | Белград           | Сербія     | 4 – 1                   | Люксембург  | Відбір до ЧС 2022                    | -    | 70'      |
| 9-10-2021  | Люксембург        | Люксембург | 0 – 1                   | Сербія      | Відбір до ЧС 2022                    | -    | 70'      |
| 12-10-2021 | Белград           | Сербія     | 3 – 1                   | Азербайджан | Відбір до ЧС 2022                    | -    |          |
| 11-11-2021 | Белград           | Сербія     | 4 – 0                   | Катар       | товариський матч                     | 1    | 46'      |
| 14-11-2021 | Лісабон           | Португалія | 1 – 2                   | Сербія      | Відбір до ЧС 2022                    | -    |          |
| 24-3-2022  | Будапешт          | Угорщина   | 0 – 1                   | Сербія      | товариський матч                     | -    | 46'      |
| 29-3-2022  | Копенгаген        | Данія      | 3 – 0                   | Сербія      | товариський матч                     | -    | 46'      |
| 2-6-2022   | Белград           | Сербія     | 0 – 1                   | Норвегія    | Ліга націй УЄФА 2022-2023 - 1-й етап | -    | 69'      |
| 5-6-2022   | Белград           | Сербія     | 4 – 1                   | Словенія    | Ліга націй УЄФА 2022-2023 - 1-й етап | -    | 71'      |
| 9-6-2022   | Стокгольм         | Швеція     | 0 – 1                   | Сербія      | Ліга націй УЄФА 2022-2023 - 1-й етап | -    | 77'      |
| 12-6-2022  | Любляна           | Словенія   | 2 – 2                   | Сербія      | Ліга націй УЄФА 2022-2023 - 1-й етап | -    | 56'      |
| 24-9-2022  | Белград           | Сербія     | 4 – 1                   | Швеція      | Ліга націй УЄФА 2022-2023 - 1-й етап | 1    |          |
| 27-9-2022  | Осло              | Норвегія   | 0 – 2                   | Сербія      | Ліга націй УЄФА 2022-2023 - 1-й етап | -    |          |
| 24-11-2022 | Лусаїл            | Бразилія   | 2 – 0                   | Сербія      | ЧС 2022 - 1-й етап                   | -    | 64' 66'  |
| 28-11-2022 | Ель-Вакра (місто) | Камерун    | 3 – 3                   | Сербія      | ЧС 2022 - 1-й етап                   | -    |          |
| 2-12-2022  | Доха              | Сербія     | 2 – 3                   | Швейцарія   | ЧС 2022 - 1-й етап                   | -    | 90+10'   |
| 24-3-2023  | Белград           | Сербія     | 2 – 0                   | Литва       | Відбір до ЧЄ 2024                    | -    | 72'      |
| 27-3-2023  | Подгориця         | Чорногорія | 0 – 2                   | Сербія      | Відбір до ЧЄ 2024                    | -    | 81'      |
| 20-6-2023  | Разград           | Болгарія   | 1 – 1                   | Сербія      | Відбір до ЧЄ 2024                    | -    | 58'      |
| Усього     |                   | Матчів     | 38                      |             | Голів                                | 2    |          |

## Досягнення
- Чемпіон Сербії: 2014–15
- Володар Кубка Сербії: 2015–16